# Château de Contréglise
Le château de Contréglise est un château situé à Contréglise, en France.

## Localisation
Le château est situé sur la commune de Contréglise, dans le département français de la Haute-Saône.

## Historique
Le château fut construit entre 1745 et 1787 par Louis-Gabriel Aymonet de Contréglise, capitaine de cavalerie, chevalier de Saint-Louis.
Dès avril 1789, une révolte annonciatrice de la Révolution s'y déroula. Le château fut vendu comme bien national. L'édifice est inscrit au titre des monuments historiques en 2011.